# 鵜戸神社 (鹿屋市)
鵜戸神社（うどじんじゃ）は、鹿児島県鹿屋市吾平町麓にある神社。旧社格は郷社。

## 祭神
彦波瀲武鵜茅草葺不合尊、玉依姫命、彦五瀬命、稲飯命、三毛入野命、神日本磐余彦尊（神武天皇）の6柱（鵜戸六所権現）を祀る。

## 歴史
彦波瀲武鵜茅草葺不合尊の陵墓が村内鵜戸山上にあったため、尊を祀ったという。当初は吾平山上陵の東側に位置し、かつては鵜戸六所権現、鵜殿神社などと称されており、天平19年（747年）に「六所大権現と号した」という記録がある。
宝殿（本殿）は長久4年（1043年）建立とされ、社殿は寛文年間（1660年代）に島津綱貴が、宝殿と拝殿は明和5年（1768年）に島津重豪がそれぞれ造営した。『三国名勝図会』にはこの頃の様子が挿絵とともに紹介されている。
明治4年（1871年）に災害により八幡神社（現在地）へ「仮」遷座したが帰社せず（八幡神社は同年中に別場所に遷座）、明治6年郷社に列した。昭和39年（1964年）に本殿・舞殿を新築し現在に至る。

## 境内

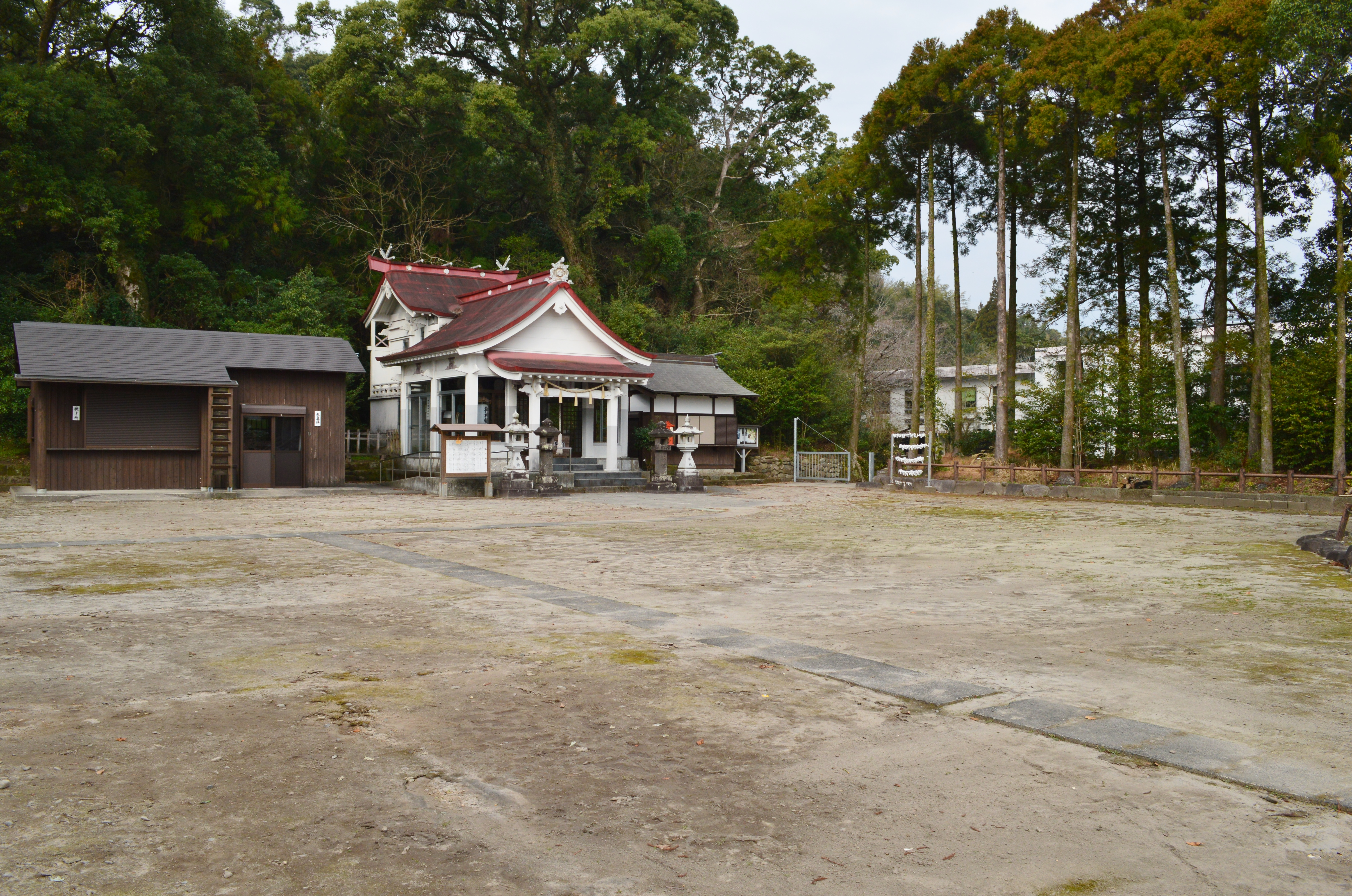
境内の様子
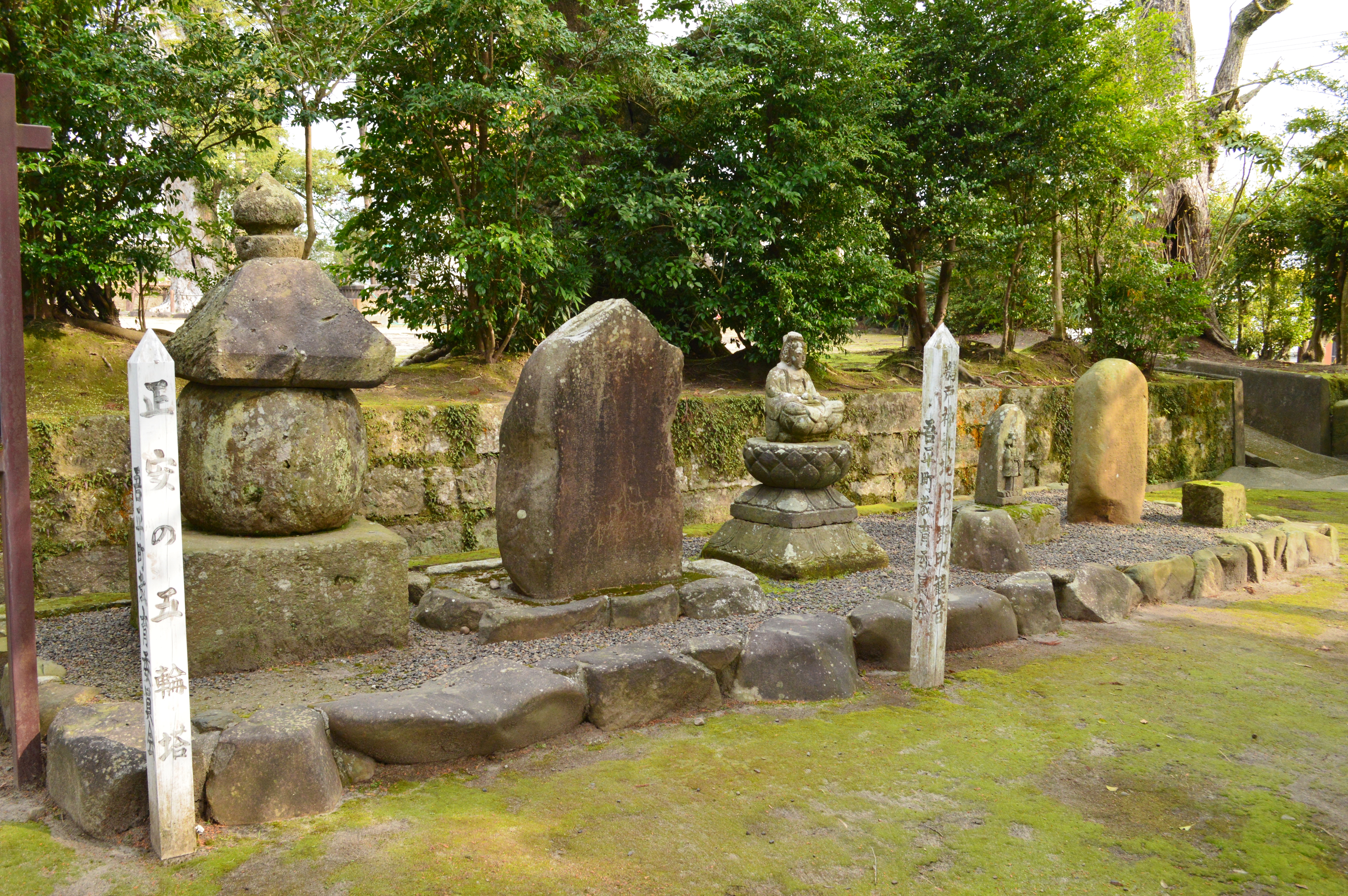
五輪塔・石仏（鹿屋市指定史跡）
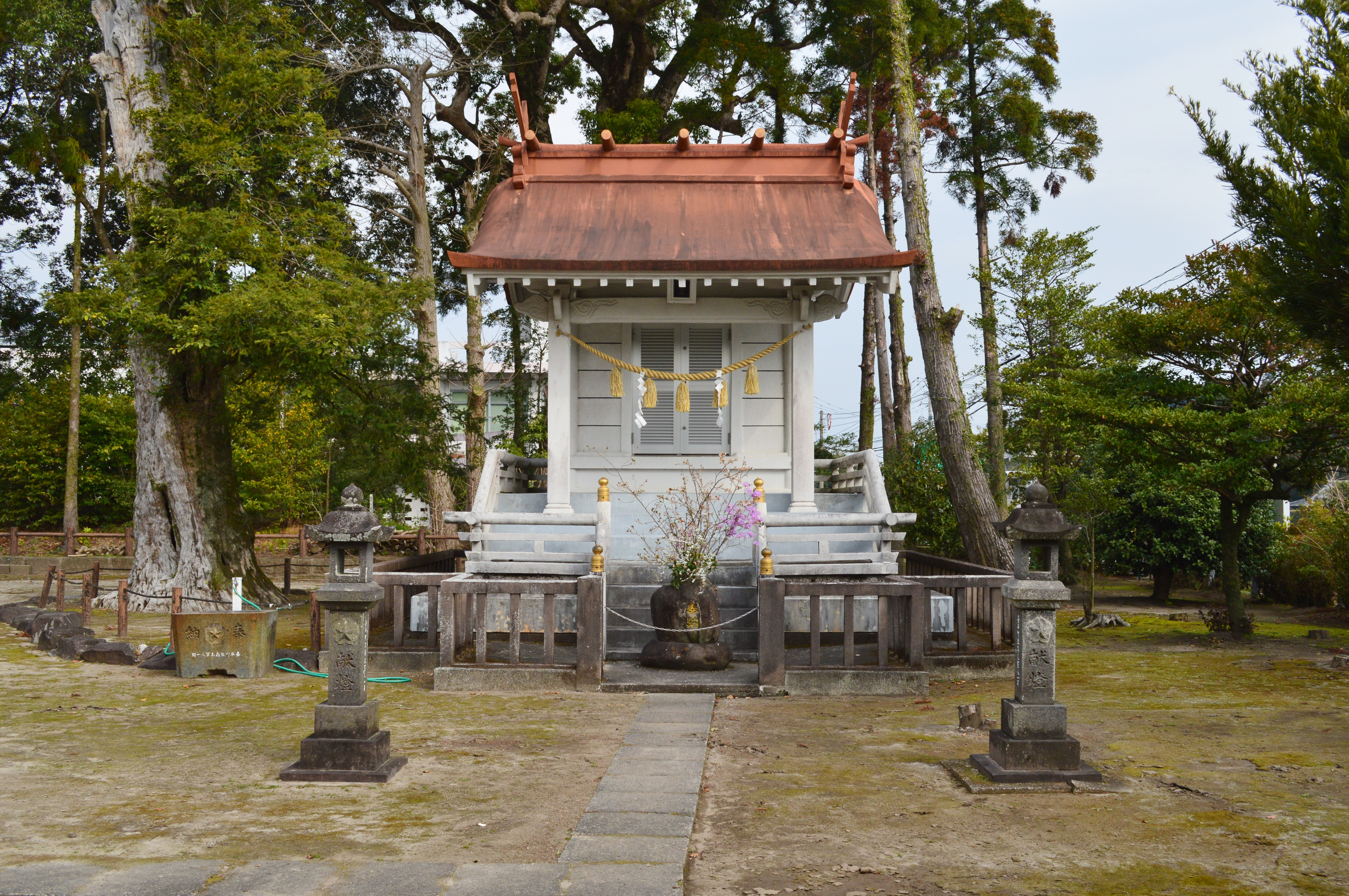
境内の護国殿
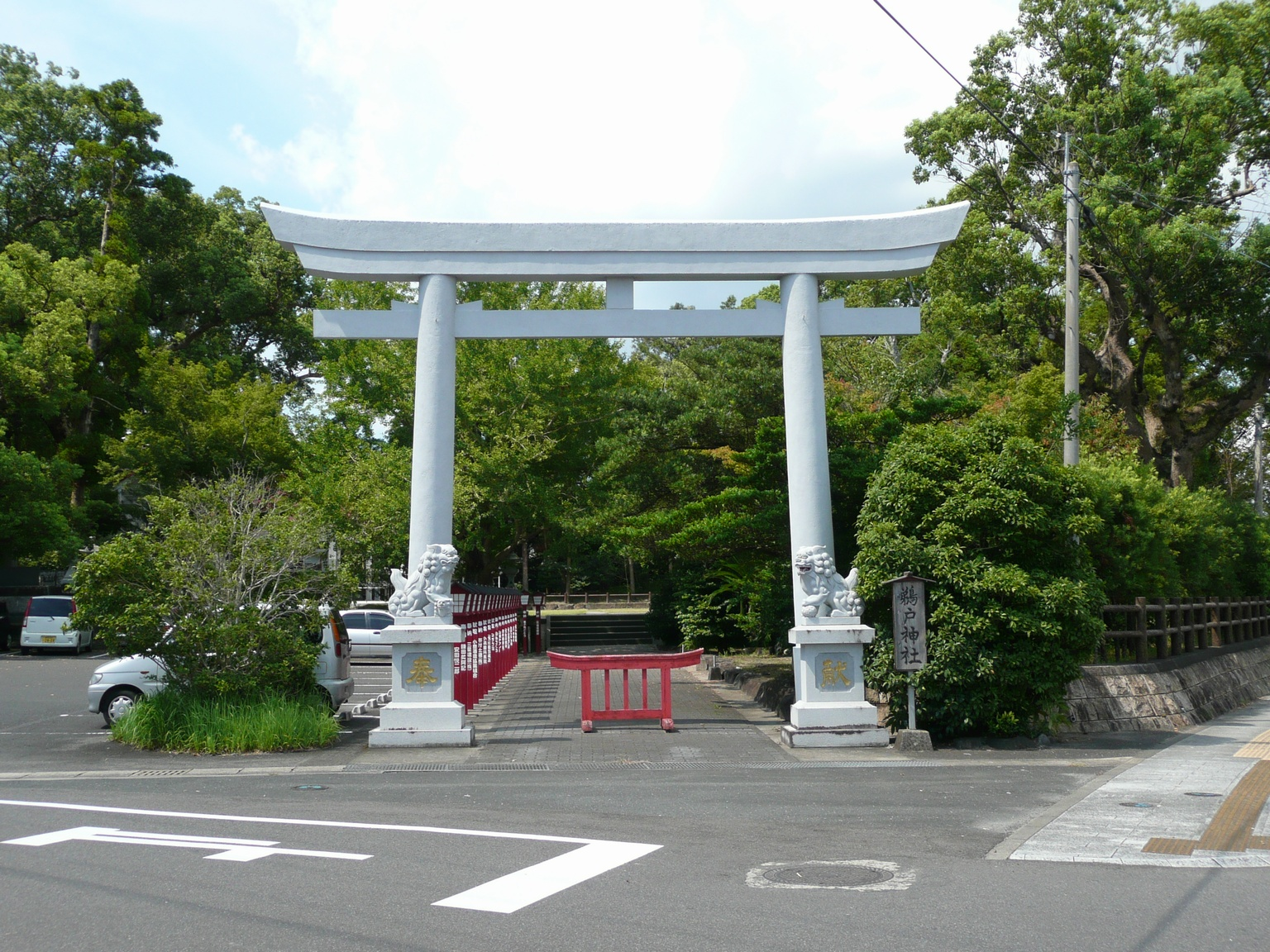
鳥居
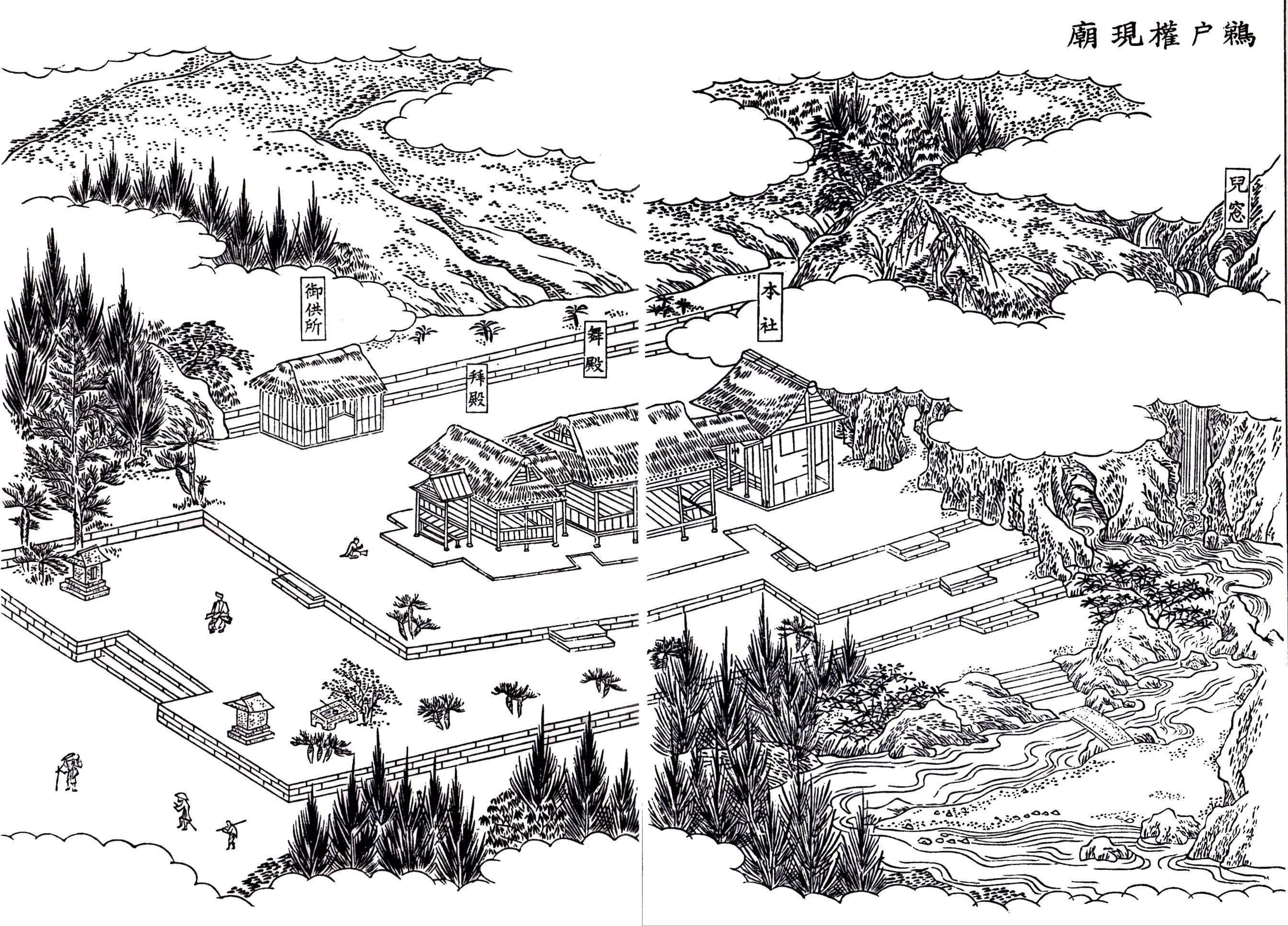
江戸時代の鵜戸神社 『三国名勝図会』。現在地とは別位置。

## 文化財

### 鹿屋市指定文化財
- 史跡
  - 正安の五輪塔 - 1978年（昭和53年）5月10日指定[1]。
  - 鵜戸神社境内の野町観音 - 1990年（平成2年）3月28日指定[1]。

## 参考資料
- 「鹿屋探訪18 - 鵜戸神社 (PDF) 」『広報かのや』2007年6月13日号24頁。
- 現地看板『鵜戸神社』 2007年8月28日閲覧。